# Alloperla pagmaensis
Alloperla pagmaensis is een steenvlieg uit de familie groene steenvliegen (Chloroperlidae). De wetenschappelijke naam van de soort is voor het eerst geldig gepubliceerd in 1966 door Kawai.